# Blechnum stoloniferum
Blechnum stoloniferum là một loài thực vật có mạch trong họ Blechnaceae. Loài này được (Mett. ex E. Fourn.) C. Chr. mô tả khoa học đầu tiên năm 1905.